# Hot on the Tracks
Hot on the Tracks è il quarto album in studio del gruppo musicale statunitense Commodores, pubblicato nel 1976.

## Tracce
Side 1
1. Let's Get Started
2. Girl, I Think the World About You
3. High on Sunshine
4. Just to Be Close to You

Side 2
1. Fancy Dancer
2. Come Inside
3. Thumpin' Music
4. Captain Quickdraw
5. Can't Let You Tease Me

## Formazione
- Lionel Richie – voce, sassofono, tastiera
- Thomas McClary – voce, chitarra
- Milan Williams – tastiera
- Ronald LaPread – basso
- William King – tromba
- Walter Orange – batteria, voce, percussioni